# Augastes lumachella
Augastes lumachella е вид птица от семейство Колиброви (Trochilidae). Видът е почти застрашен от изчезване.

## Разпространение
Видът е разпространен в Бразилия.